# Jay McClement
Jay McClement (Kingston, 2 marzo 1983) è un hockeista su ghiaccio canadese.

## Palmarès

### Mondiali
- 1 medaglia:
  - 1 oro (Russia 2007)